# Percival Lowell
Percival Lowell, ameriški astronom in diplomat; * 13. marec 1855, Boston, Massachusetts, ZDA, † 12. november 1916, Flagstaff, Arizona, ZDA.

## Življenje in delo
Lowell je izhajal iz bogate družine. Na Univerzi Harvard je diplomiral iz matematike in se po končanem študiju pridružil očetovi družbi, ki je trgovala z bombažem. Delo v njej ga je pripeljalo na Daljni Vzhod. Deset let je preživel na Japonskem, med drugim precej časa kot ameriški diplomat. Leta 1893 se je vrnil domov in napisal nekaj odličnih knjig o svojih potovanjih.
Lahko bi nadaljeval svojo kariero kot diplomat, če ga ne bi zasvojila astronomija - predvsem zgodbe o kanalih na Marsu, ki jih je odkril Schiaparelli. Ker Lowell ni nikoli naredil ničesar samo na pol, je preskušal različna mesta po celi Ameriki, predno se je leta 1894 odločil, da je pri Flagstaffu v Arizoni zgradil glavni observatorij. Zgradil ga je na svoje stroške in ga imenoval po sebi. Opremil ga je z odličnim 610 mm refraktorjem in leta 1895 je bil pripravljen za opazovanje Marsa. Seveda ni raziskoval sam. Njegov observatorij je zaposlil mnoge astronome in pomočnike, kot na primer Pickeringa, brata Slipher in druge. Lowell je bil prepričan, da so kanali na Marsu umetno narejeni in da so Marsovci zgradili planetarni namakalni sistem, ki črpa vodo iz polarnih predelov v naseljena področja okoli ekvatorja. Napisal je: »Da je Mars naseljen z neke vrste bitji, je tako gotovo, kot je negotovo, kaj ta bitja so.« Njegove knjige in članki so povzročili, da se je zanimanje za astronomijo zelo povečalo, kljub temu da je mnogo astronomov ugovarjalo njegovi teoriji. Mnogi kljub opazovanju niso videli kanalov. Lowell je bil precej vročekrven človek in ni prenesel kritike. Seveda se je glede kanalov motil. Kljub tej svoji zmoti je naredil veliko za razvoj astronomije. Bil je briljanten govornik in pisatelj, dober organizator in matematik.
Iz motenj v gibanju Neptuna je predvidel obstoj devetega planeta (planeta X) in izračunal njegov položaj. Planet, ki je dobil ime Pluton, je odkril Tombaugh iz njegovega observatorija 14 let po njegovi smrti.
Danes je Lowllov observatorij eden pomembnejših v Ameriki. V njem še vedno opazujejo predvsem planete. Pomembni so njegovi doprinosi k poznavanju Osončja, mrkov, Merkurja, Venere, Saturna in posebno Marsa. Organiziral je astronomske odprave.
9. april 1907 je odkril svoj edini asteroid, ki nosi ime 793 Arizona.

## Priznanja

### Poimenovanja
Po njem se imenujeta kraterja na Luni (Lowell) in na Marsu (Lowell), ter asteroid glavnega pasu 1886 Lowell.